# Helwingia
Helwingia Willd., 1806 è un genere di piante angiosperme dell'ordine Aquifoliales, unico genere della famiglia Helwingiaceae Decne., 1836.

## Tassonomia
Il genere comprende le seguenti specie:
- Helwingia chinensis Batalin
- Helwingia himalaica Hook.f. & Thomson ex C.B.Clarke
- Helwingia japonica (Thunb.) F.Dietr.
- Helwingia omeiensis (W.P.Fang) H.Hara & S.Kuros.